# Premier League Malti 1966-1967
La Premier League Malti 1966-1967 è una competizione sportiva.
Il campionato era formato da sei squadre e lo Hibernians F.C. vinse il titolo, non vi furono retrocessioni.

## Classifica finale
| Pos. | Squadra              | G  | V | N | P | GF | GS | Punti |
| ---- | -------------------- | -- | - | - | - | -- | -- | ----- |
| 1    | Hibernians F.C.      | 10 | 6 | 4 | 0 | 15 | 2  | 17    |
| 2    | Sliema Wanderers     | 10 | 7 | 2 | 1 | 25 | 7  | 16    |
| 3    | Floriana             | 10 | 4 | 2 | 4 | 13 | 12 | 10    |
| 4    | Valletta F.C.        | 10 | 4 | 3 | 3 | 14 | 11 | 9(-2) |
| 5    | Ħamrun Spartans F.C. | 10 | 1 | 2 | 7 | 12 | 28 | 4     |
| 6    | St. George's F.C.    | 10 | 0 | 3 | 7 | 9  | 28 | 3     |